# Tunay Torun
Tunay Torun (ur. 21 kwietnia 1990 w Hamburgu) – turecki piłkarz występujący na pozycji napastnika. Od 2022 roku jest zawodnikiem klubu Kasımpaşa SK.

## Kariera klubowa
W 2006 roku grał w FC St. Pauli i w tym samym roku przeniósł się do Hamburger SV, gdzie w drużynie juniorów grał do 2007 roku. W 2008 roku został zawodnikiem seniorów Hamburger SV. W Pucharze UEFA zadebiutował w sezonie 2008/2009. Przed sezonem 2011/2011 został graczem Herthy Berlin. 6 czerwca 2012 roku przeniósł się na zasadzie wolnego transferu do VfB Stuttgart. Dla klubu z południa Niemiec zdobył jedną bramkę w meczu pucharowym.
3 stycznia 2014 roku po raz pierwszy w karierze trafił do klubu z Turcji. Jego nowym zespołem została Kasımpaşa SK. W trakcie 3,5 roku gry dla tego zespołu wystąpił w 103 meczach ligowych w których uzbierał 13 bramek. Na początku letniego okna transferowego w roku 2017 trafił do drużyny İstanbul Başakşehir. W klubie ze stolicy występował rzadko w efekcie czego na sezon 2018/2019 został wypożyczony do Bursasporu. Po wygaśnięciu trzyletniego kontraktu z İstanbul Başakşehir przeszedł do drużyny Çaykur Rizespor.

## Kariera reprezentacyjna
Torun zagrał w 13 meczach reprezentacji Turcji U-19 strzelając 6 goli. 9 lutego 2011 zadebiutował w dorosłej reprezentacji w zremisowanym 0:0 towarzyskim meczu z Koreą Południową.